# دریاچه قو (فیلم ۱۹۸۱)
«دریاچه قو» (انگلیسی: Swan Lake (1981 film)) فیلمی در ژانر است که در سال ۱۹۸۱ منتشر شد. از بازیگران آن می‌توان به کئیکو تاکشیتا اشاره کرد.